# Ян зі Спрови
Ян (Ясько) зі Спрови (або Ян Спровський; пол. Jan (Jaśko) ze Sprowy; ? — між кінцем 1395 і 14 травня 1398) — польський шляхтич, урядник Королівства Польського. Представник роду Одровонжів власного гербу.

## Життєпис
Батько і час народження невідомі. Його сучасниками були Миколай Пущ, Кшеслав, Прандота і Пйотр, які підписувалися «зі Спрови» і, правдоподібно, були представниками однієї генерації, однак сумнівно, чи були братами.
Генеральним руським старостою старостою став після 28 липня 1379 року (цього дня на посаді перебував Ґумпрехт), а 1381 року його наступником був Андрій (Андреяш).
У 1380-1390-х роках у джерелах кілька разів згадується Ян Спровський, однак без вказання його посади. 6 березня 1387 року королева Ядвіга видала привілей, за яким Ясько зі Спрови за заслуги перед її попередниками і королем Ягайлом отримав села поблизу Перемишля (Журавиця Велика, Журавиця Мала, Журава, Монастир). 18 листопада 1387 року Ягайло затвердив привілей Ядвіги, а 1388 року на прохання Яна зі Спрови надав привілей на німецьке право для його сіл поблизу Перемишля (Журавиця Велика, Журавиця Мала, Журава, Дусовнів).
Помер після кінця 1395 року (тоді Ягайло доручив виплатити Янові зі Спрови 7 гривень) і 14 травня 1398 року, коли його дружина Фемка згадана у джерелах як вдова.
Можливо, його дітьми були сандомирський суддя Ян зі Спрови та Пйотр (?—1438).